# Кришту Рей
Христос-Царь (порт. Cristo Rei) — статуя Иисуса Христа в португальской Алмаде. Основание статуи находится на высоте 113 м над уровнем реки Тежу. Портик имеет высоту 75 метров, само изваяние Христа высотой в 28 метров.

## История
Статуя Христа была построена в 1949—1959 гг. и открыта 17 мая 1959 года. Создание статуи было одобрено на португальской конференции Епископата, проведённой в Фатиме 20 апреля 1940 года, как мольба к Богу спасти Португалию от вовлечения во Вторую мировую войну. Она была построена на народные пожертвования, в основном на деньги женщин. Португалия не участвовала во Второй мировой войне, поэтому женщины жертвовали деньги на статую Христа, так как он спас от смерти их сыновей, мужей и отцов, не допустив участия Португалии в военных действиях.
Ежегодно 8 июня в часовне, которая находится в подножии статуи, выставляются нетленные мощи блаженной Марии Божественного Сердца.

## Другие статуи Христа
- Статуя Кришту Рей — Лубанго,  Ангола
- Статуя Христа-Царя — Свебодзин,  Польша

- Статуя Христа-Искупителя — Рио-де-Жанейро,  Бразилия
- Андский Христос — Перевал Бермехо,  Аргентина и  Чили
- Кристо де ла Конкордия — Кочабамба,  Боливия

## Галерея

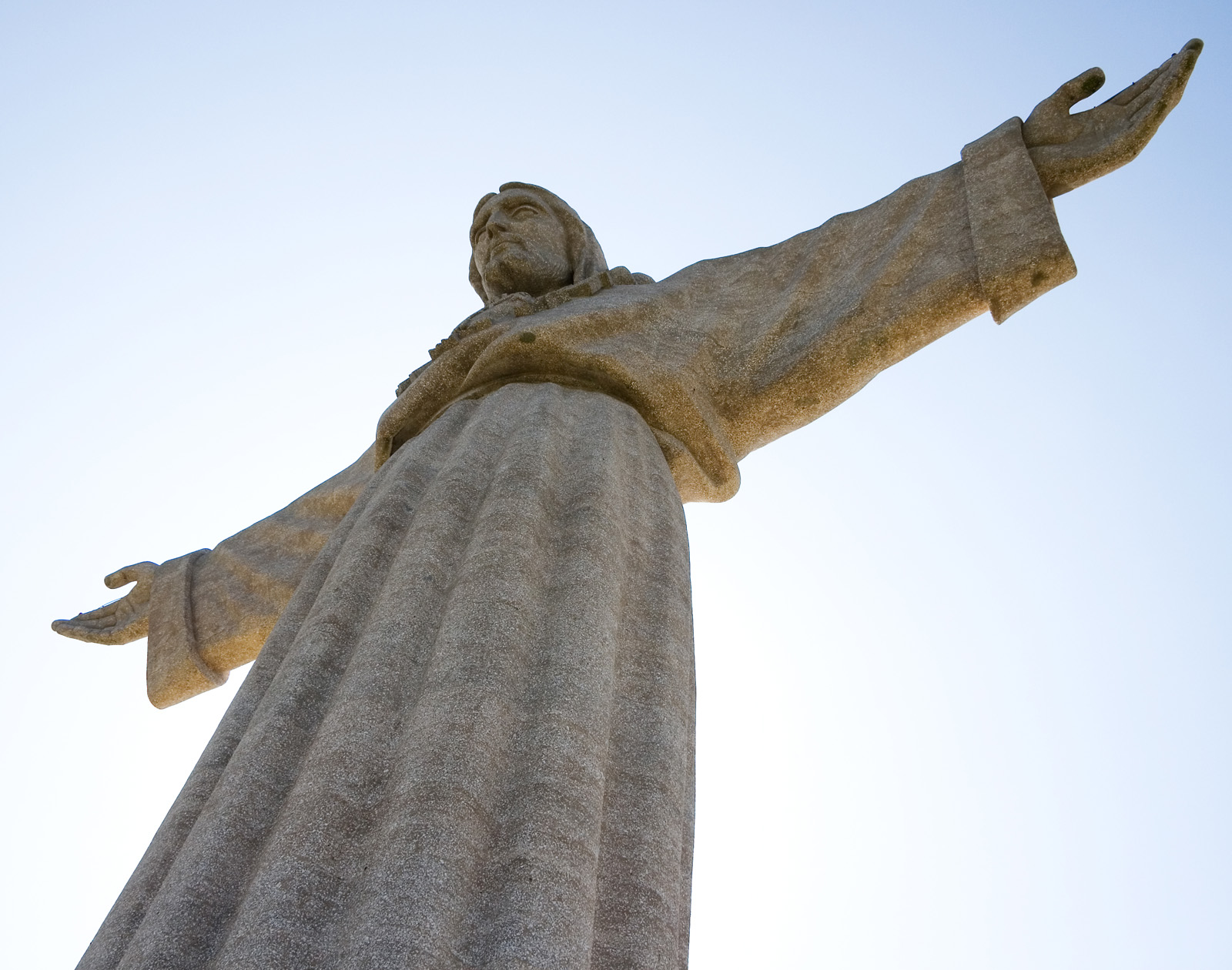
Вид снизу.
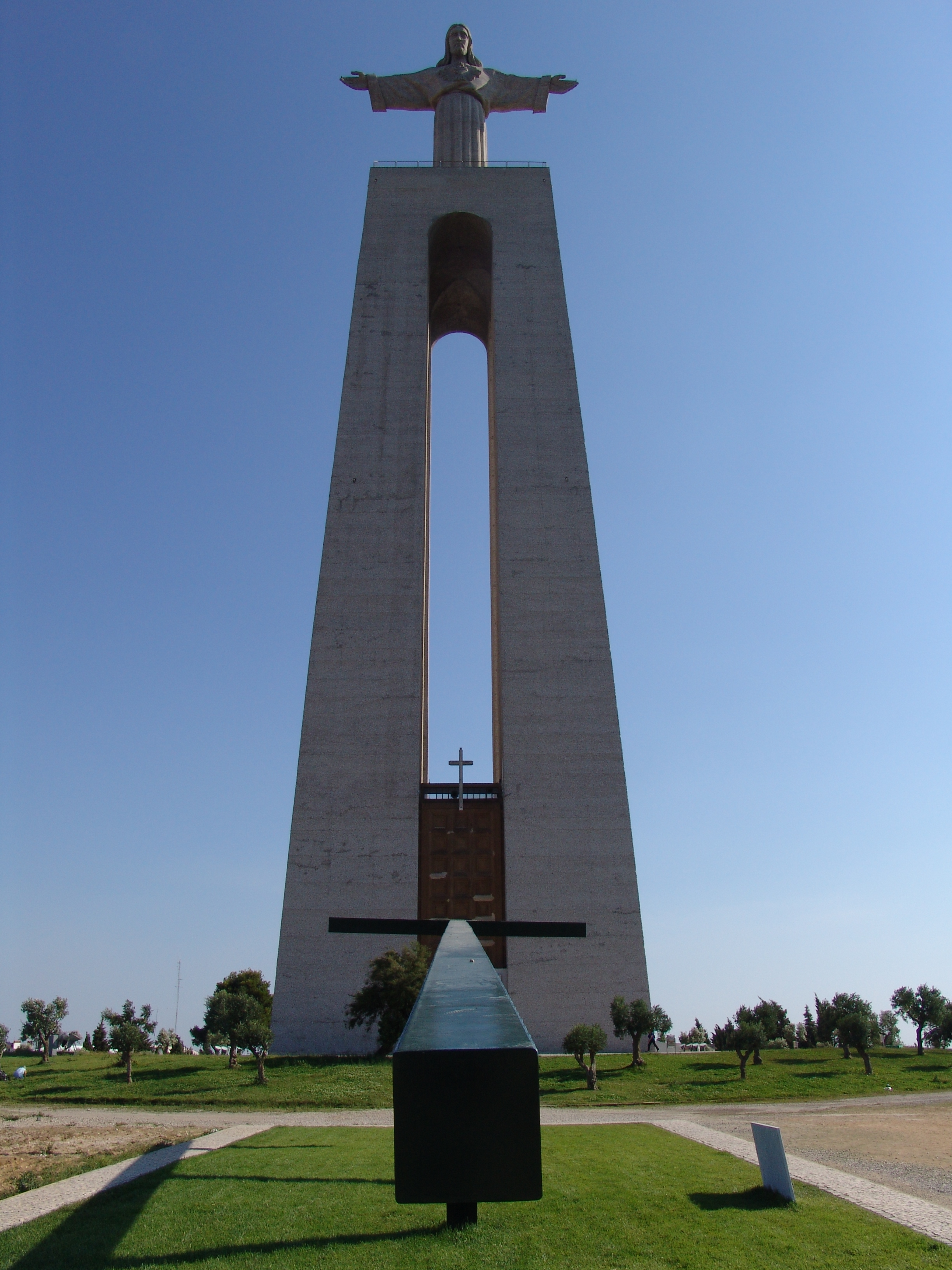
Вид спереди на монумент.
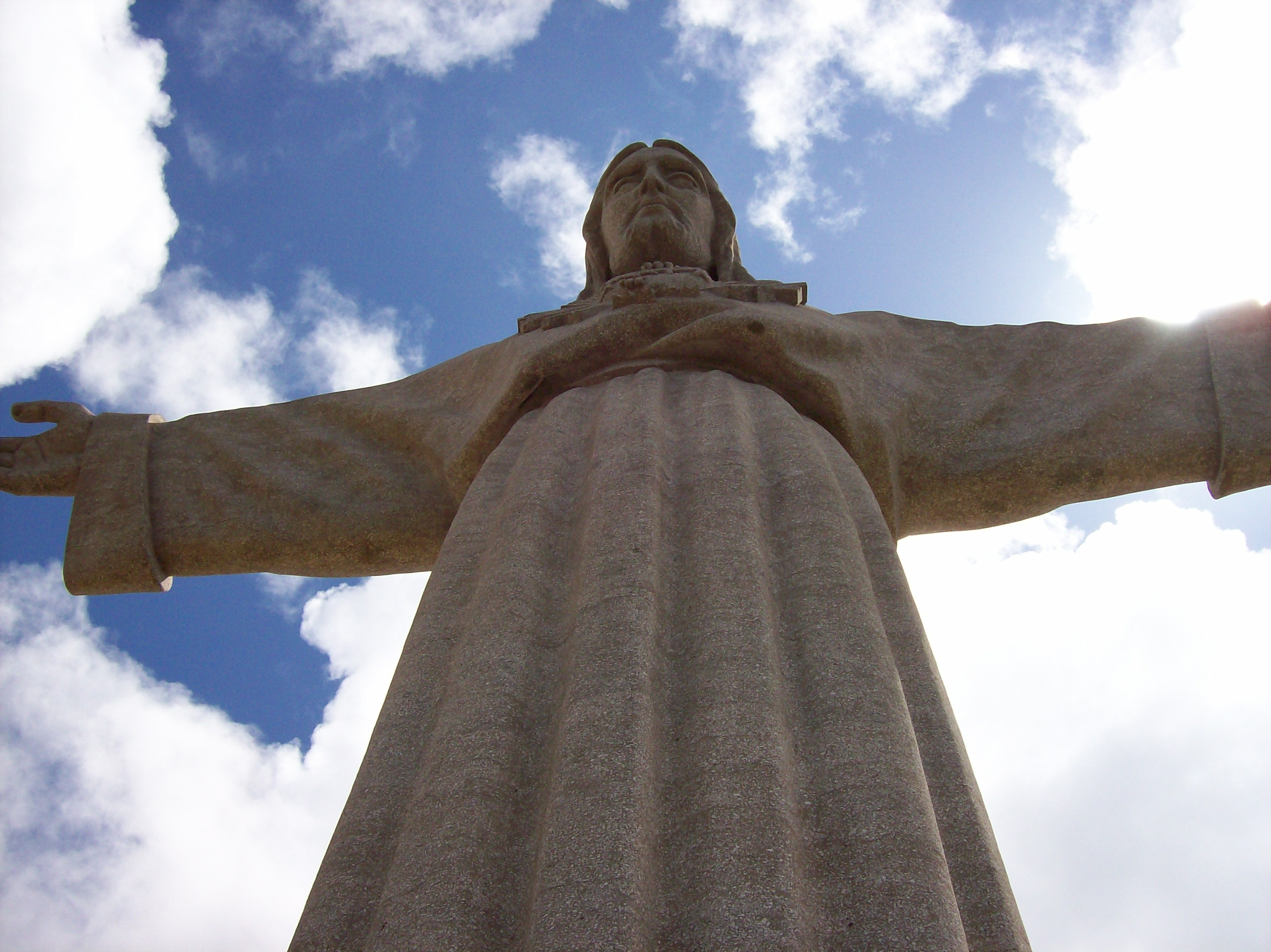
Кришту Рей снизу.
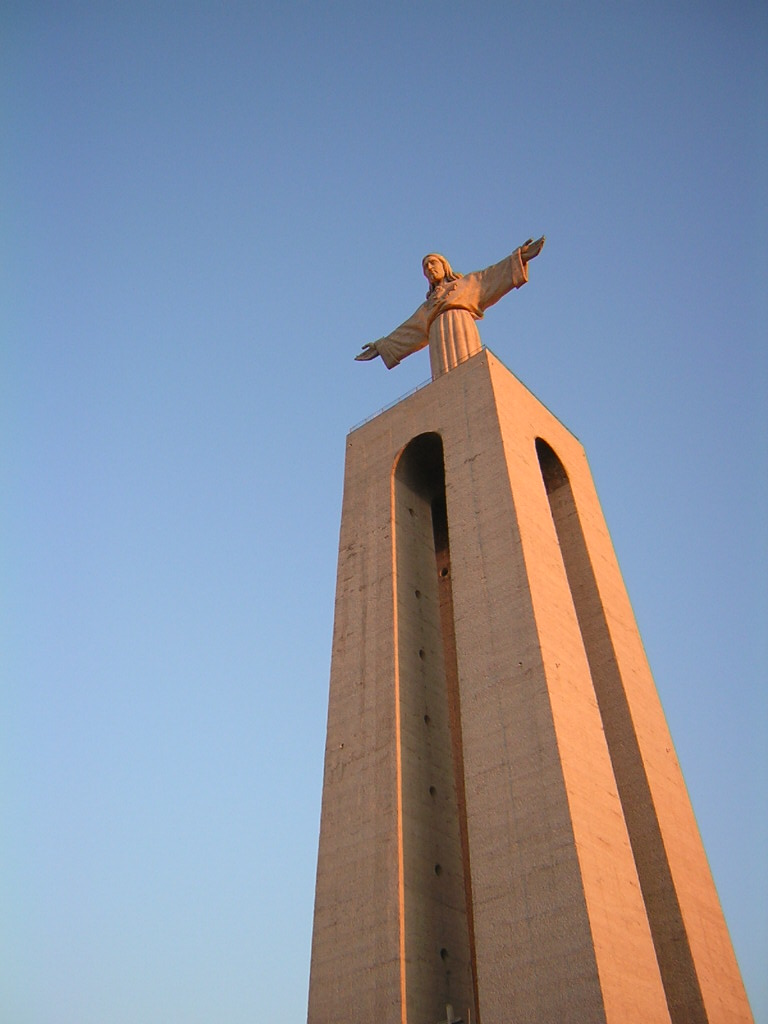
Монумент на закате.
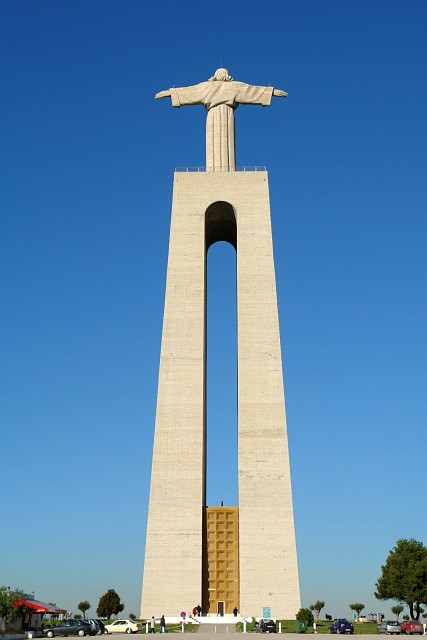
Вид сзади на монумент.
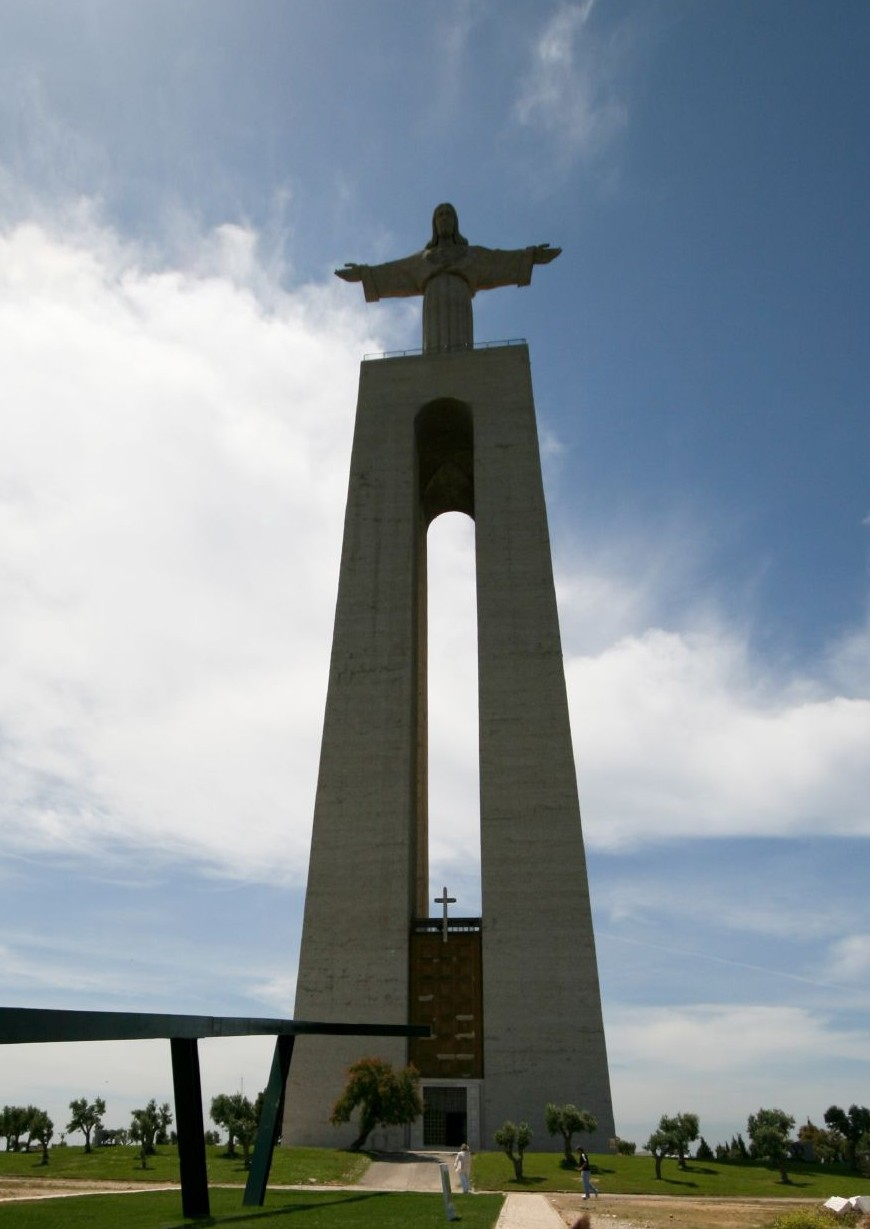
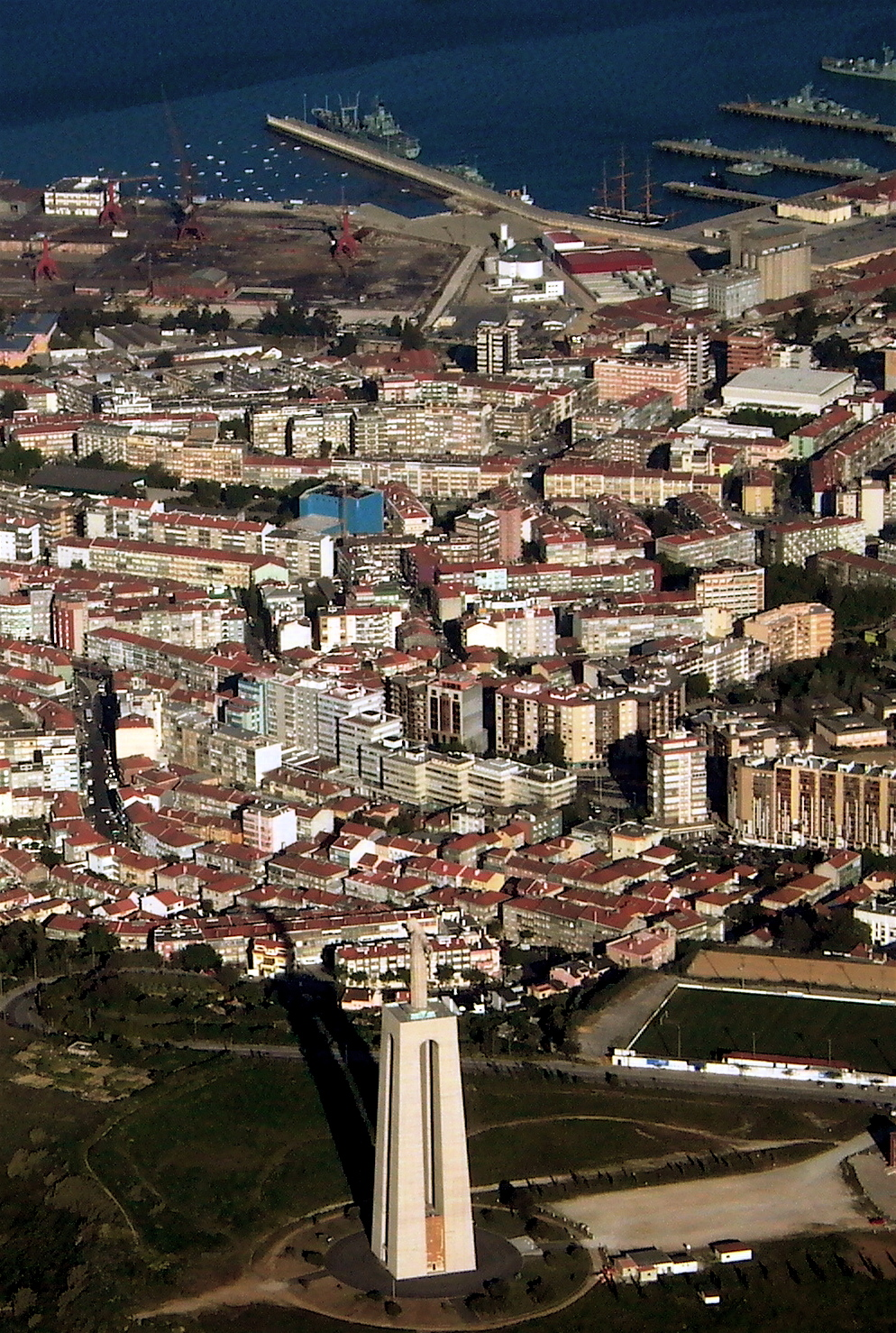
Вид монумента над Алмадой.
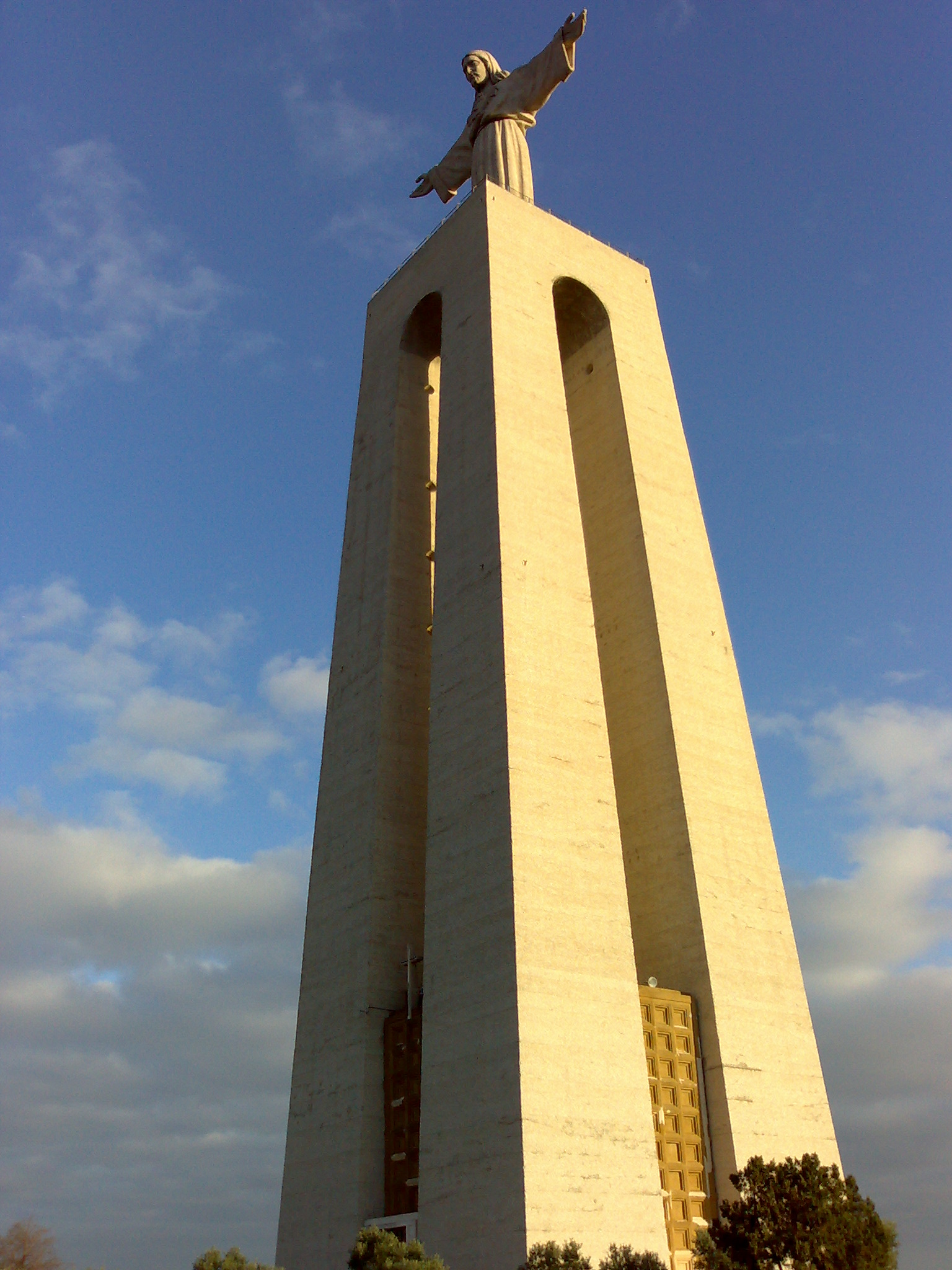
Боковой вид на монумент.
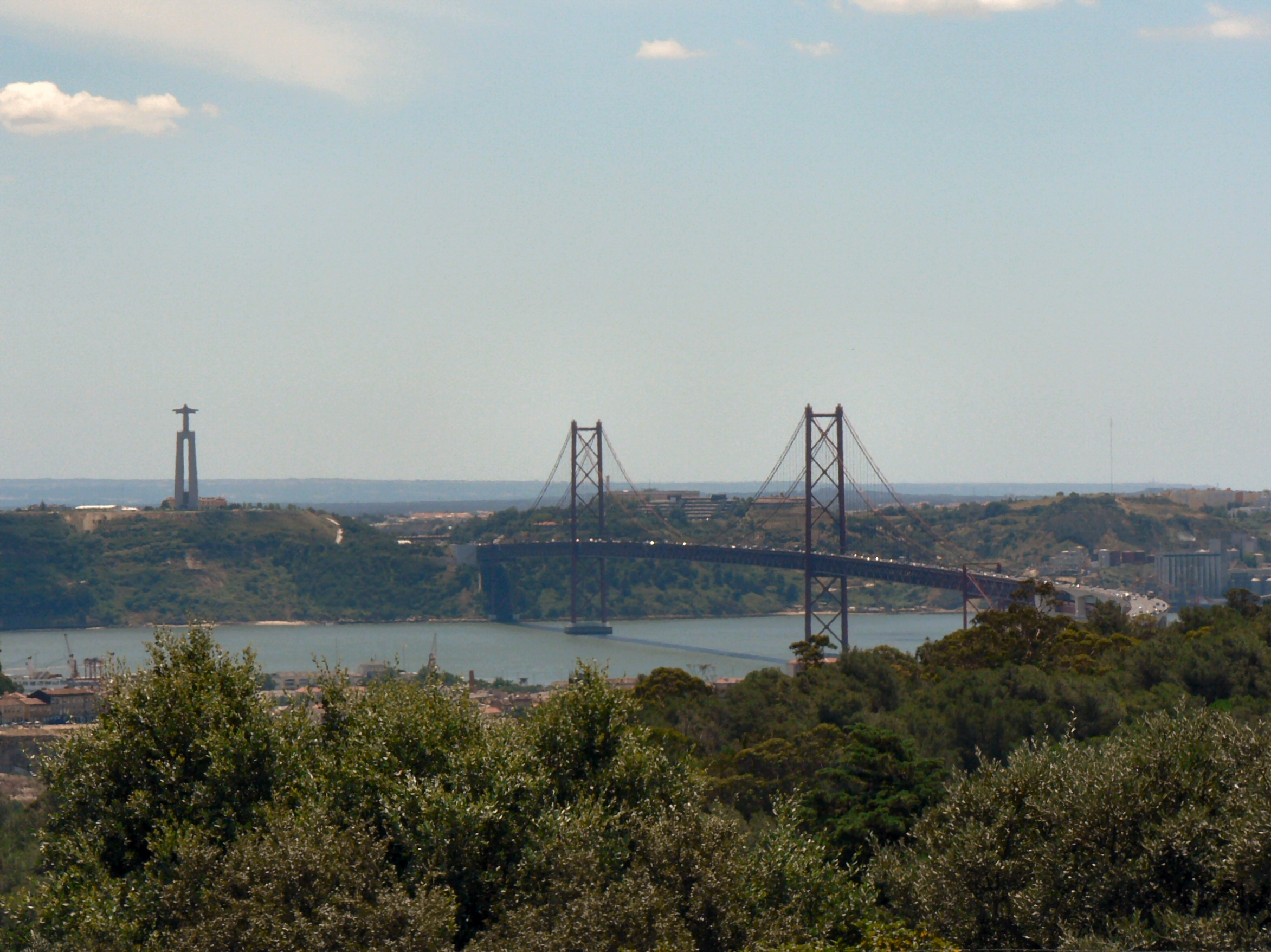
Мост имени 25 апреля на фоне Кристо Рей
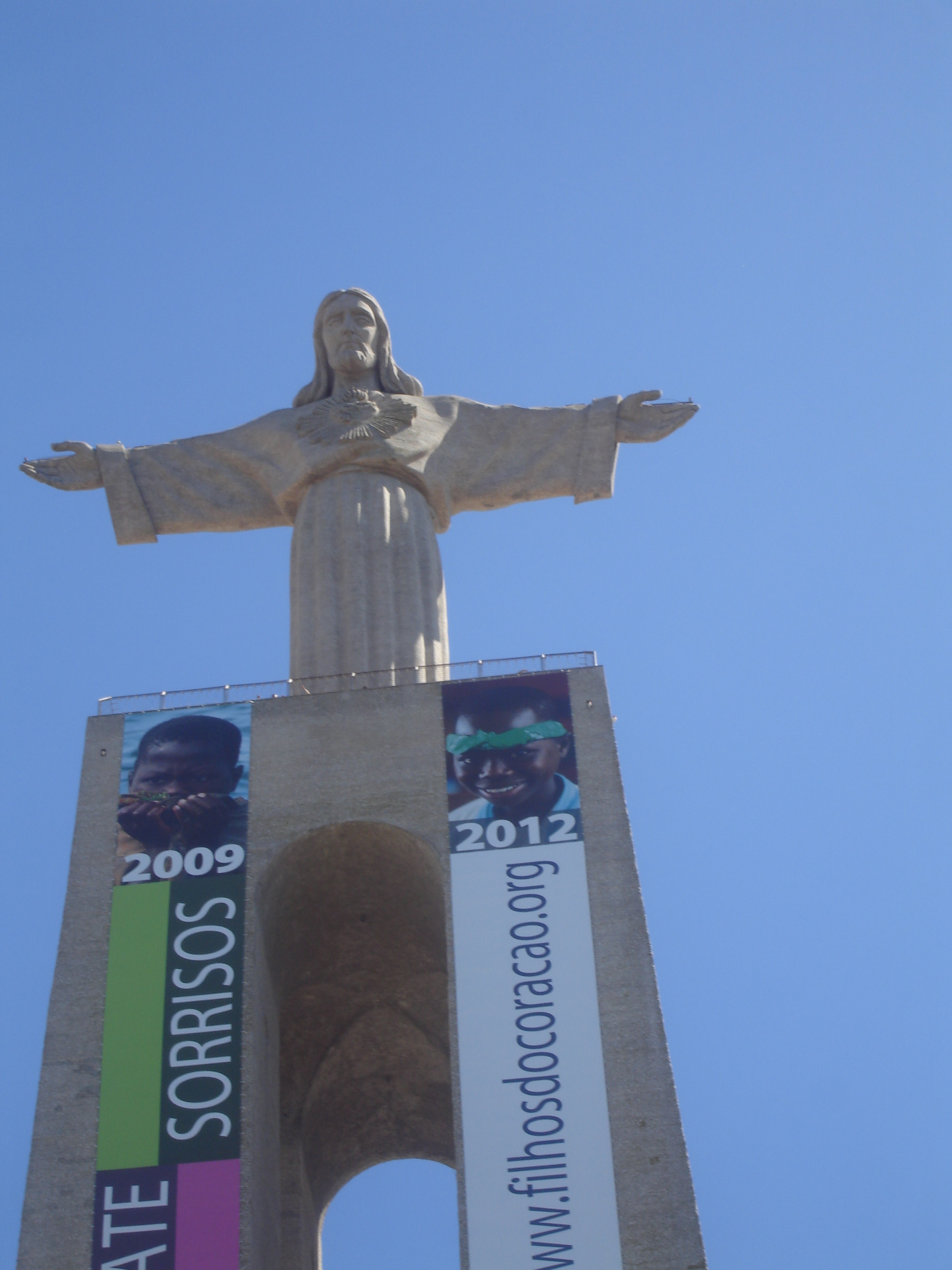